# 瑞龍山

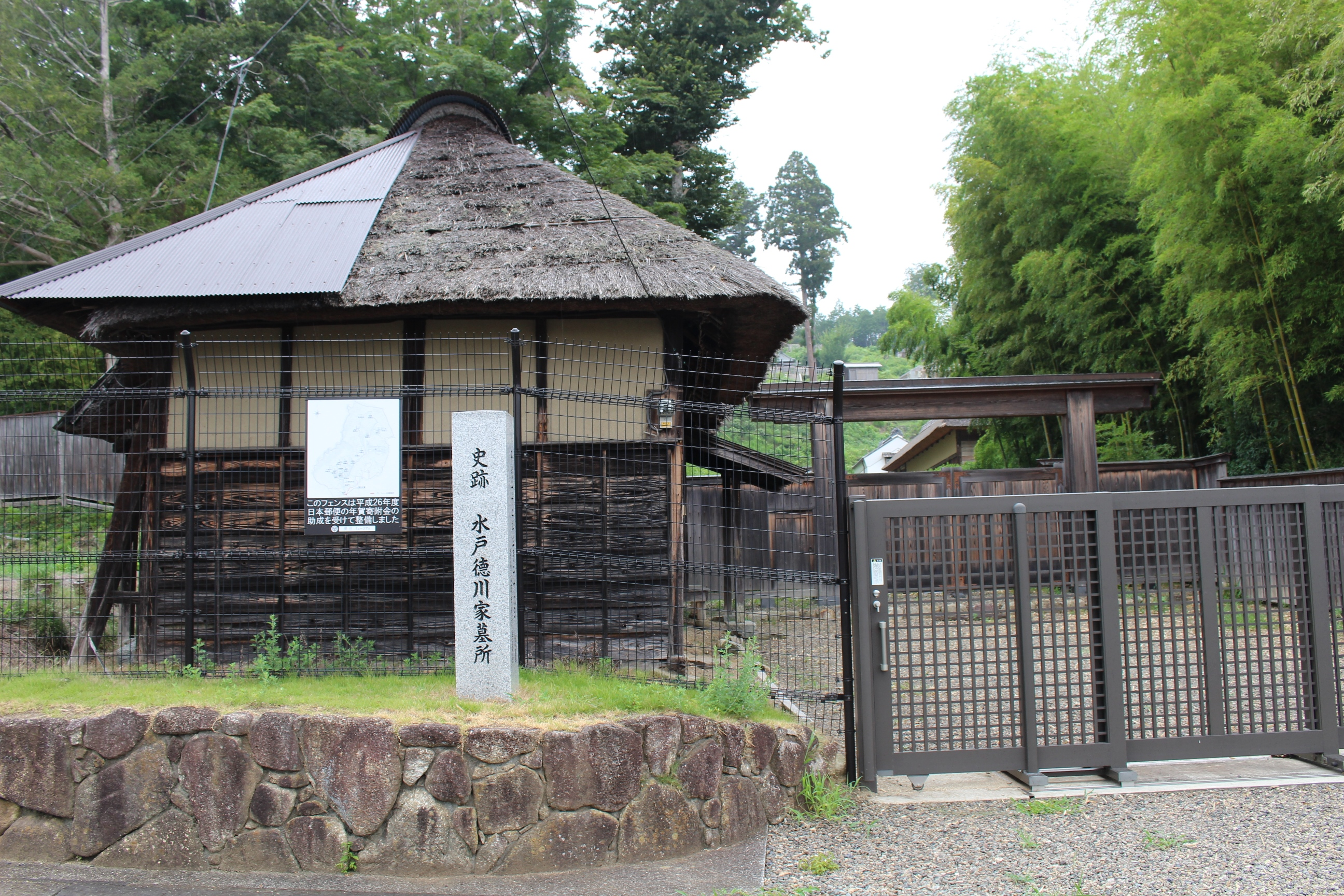
瑞龍山入口

瑞龍山（ずいりゅうさん）は、茨城県常陸太田市瑞龍町にある水戸徳川家累代の墓所。全山深い木々に覆われ、その所々に歴代藩主の墓がある。太田県立自然公園内に位置する。
2007年7月26日に水戸徳川家墓所の名で国の史跡に指定された。見学予約はJTB水戸支店営業2課へ行う。

## 歴史
水戸藩第2代藩主徳川光圀が初代藩主徳川頼房の遺志を受け継ぎ、寛文元年（1661年）にここを墓地と定めた。延宝5年（1677年）には伯父の武田信吉、生母谷久子の墓を改葬した。

## 特長
葬儀墓制は日本では珍しい儒教の形式によるもので、螭首亀趺（ちしゅきふ：亀の胴体に竜の首が付いている台石）とよばれる墓の様式である。

## 主な埋葬者
- 水戸徳川家当主
徳川頼房・光圀・綱條・宗堯・宗翰・治保・治紀・斉脩・斉昭・慶篤・昭武（以上水戸藩主）・篤敬（侯爵）・圀順（公爵）・圀斉
- 水戸徳川家当主夫人
- 支藩守山藩主
- 支藩府中藩主
- 支藩宍戸藩主
- 支流長倉松平家当主
- その他一族

## 朱舜水の墓
瑞龍山には累代藩主一族の墓以外に、朱舜水の墓がある。朱舜水は中国明代の儒学者であったが、明の滅亡に際して援助を求め来日し、清の成立に伴い亡命、帰化した。その後、光圀の招きで水戸藩を訪れ、水戸学思想に多大な影響を与えた。なお、常陸太田市は朱舜水の生誕地の縁で中国浙江省寧波市余姚市と友好都市交流をもっている。